# Hình thang cân

Một hình thang cân với trục đối xứng ở giữa đi qua 2 đáy

Trong hình học Euclid, hình thang cân là hình thang có hai góc kề một cạnh đáy bằng nhau. Hình thang cân là 1 trường hợp đặc biệt của hình thang.
Tổng quát, ta có:
{\displaystyle \Diamond ABCD} là hình thang cân (đáy {\displaystyle AB}, {\displaystyle CD}) {\displaystyle \Longleftrightarrow {\begin{cases}AB\parallel CD&\\\angle A=\angle B,\angle C=\angle D\end{cases}}}

## Tính chất hình thang cân
Hình thang cân có các tính chất sau:
- Hai cạnh đáy song song với nhau.[1]
- Hai cạnh bên bằng nhau.[2]
- Hai góc kề cạnh một đáy bằng nhau.[2]
- Hai đường chéo bằng nhau.[2]
- Hình thang cân nội tiếp đường tròn.

## Dấu hiệu nhận biết
Hình thang có hai đường chéo bằng nhau là hình thang cân.
Hình thang nội tiếp đường tròn là hình thang cân.
Hình thang có hai góc kề một đáy bằng nhau là hình thang cân.

## Trục đối xứng của hình thang cân
Đường thẳng đi qua trung điểm 2 đáy của hình thang cân là trục đối xứng của hình thang cân.